# Stanley Myers
Stanley Myers (* 6. Oktober 1930 in Birmingham; † 9. November 1993 in London) war ein britischer Komponist. Er komponierte die Filmmusik zu mehr als 100 Filmen.

## Leben
Die größte Berühmtheit erlangte er mit Cavatina, einem Stück für zwei Gitarren (ursprünglich für Klavier), das für Michael Ciminos Film Die durch die Hölle gehen (The Deer Hunter) aus dem Jahr 1978 die musikalische Untermalung bildet. Für diesen Song, der auch als The Theme from The Deer Hunter bekannt ist, gewann Myers den Ivor Novello Award. Ursprünglich schrieb er diesen Song 1970 für Eric Tills Film Die Krücke (The Walking Stick), in dem er von dem Gitarristen John Williams interpretiert wird. Cavatina gilt trotz seiner ruhigen und einfachen Melodie als schwierig zu spielen.
In den 1980er Jahren arbeitete Myers häufig für Filme des Regisseurs Stephen Frears. Für seine Musik zu Das stürmische Leben des Joe Orton aus dem Jahr 1987 gewann er den Preis für die „Beste künstlerische Leistung“ bei den Internationalen Filmfestspielen von Cannes 1987.
Myers starb 1993 an Krebs.

## Filmografie (Auswahl)
- 1966: Der Gentleman-Zinker (Kaleidoskop)
- 1967: Ulysses
- 1968: Bizarre Morde (No Way to Treat a Lady)
- 1968: Ein Pechvogel namens Otley (Otley)
- 1970: Die Krücke (The Walking Stick)
- 1972: X, Y und Zee (Zee and Co.)
- 1972: König, Dame, Bube
- 1973: Seine Scheidung, ihre Scheidung (Divorce His, Divorce Hers)
- 1974: Duddy will hoch hinaus (The Apprenticeship of Duddy Kravitz)
- 1975: Die Wilby-Verschwörung (The Wilby Conspiracy)
- 1978: Die durch die Hölle gehen (The Deer Hunter)
- 1978: Absolution
- 1980: Schrei der Verlorenen (The Watcher in the Woods)
- 1982: Schwarzarbeit (Moonlighting)
- 1983: Der Honorarkonsul (The Honorary Consul)
- 1985: Mein wunderbarer Waschsalon (My Beautiful Laundrette)
- 1985: Black Arrow – Krieg der Rosen (Black Arrow)
- 1987: Das stürmische Leben des Joe Orton (Prick Up Your Ears)
- 1987: Wish You Were Here – Ich wollte, du wärst hier (Wish You Were Here)
- 1988: Ein Mann wie Taffin (Taffin)
- 1990: Hexen hexen (The witches)
- 1991: Homo Faber
- 1993: Heart of Darkness (Fernsehfilm)